# Ron Estes

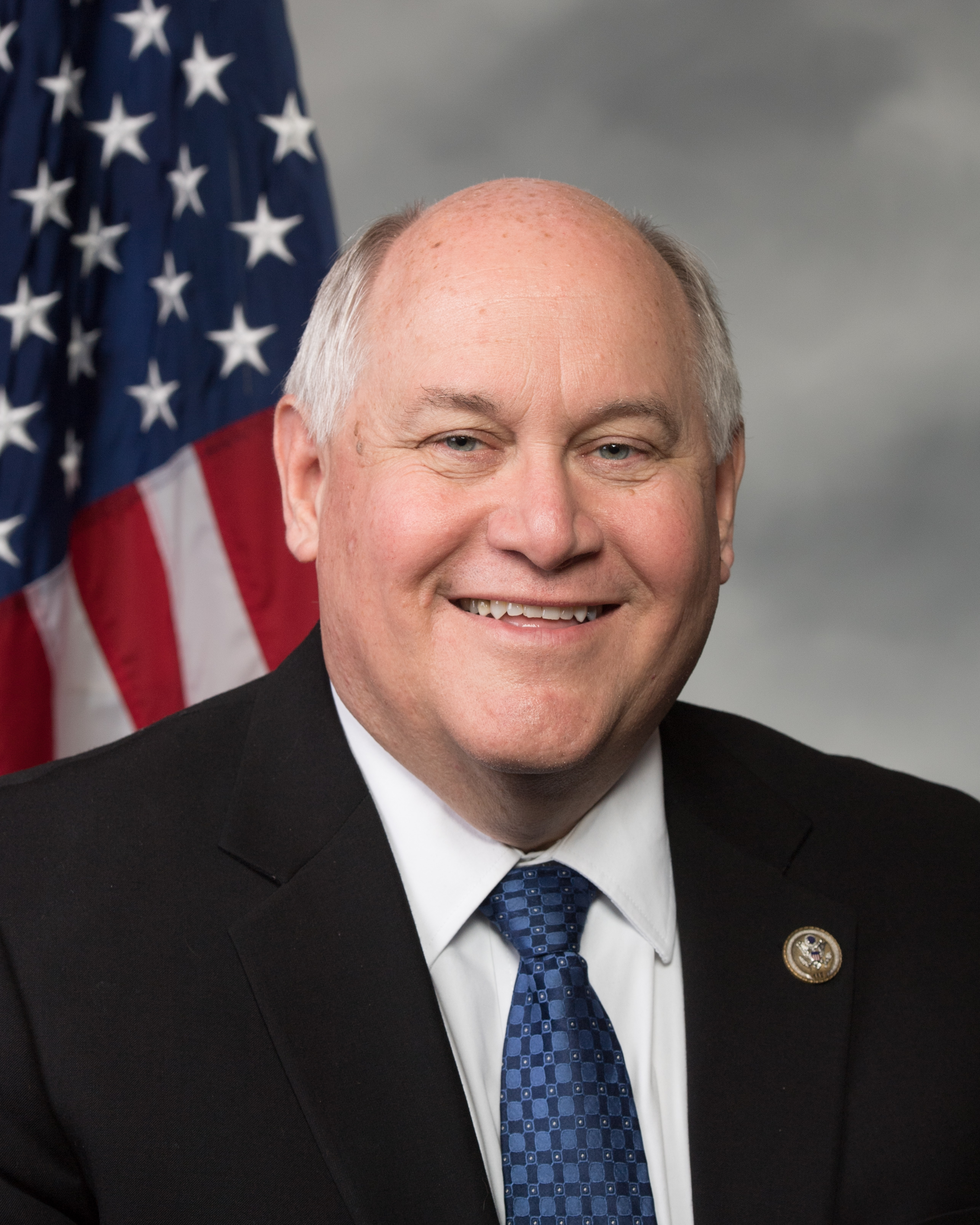
Ron Estes (2017)

Ronald Gene „Ron“ Estes (* 19. Juli 1956 in Topeka, Kansas) ist ein US-amerikanischer Politiker der Republikanischen Partei. Seit April 2017 vertritt er den vierten Distrikt von Kansas im Repräsentantenhaus der Vereinigten Staaten.

## Leben
Ron Estes, geboren und aufgewachsen in Topeka, der Hauptstadt des Bundesstaats Kansas, genoss seine Schulbildung jedoch in Tennessee. Er hat einen Bachelor als Ingenieur und einen Master in Wirtschaftswissenschaften, die er an der Tennessee Technological University erwarb. Im Anschluss daran arbeitete er in verschiedenen Sektoren, war so unter anderem Angestellter bei Procter & Gamble und Koch Industries.
Mit seiner Frau Susan hat Ron Estes drei gemeinsame Kinder und lebt in Wichita (Kansas). Die Familie bewirtschaftet eine Farm in Osage County (Kansas).

## Politik
Seine politische Karriere begann Estes im Jahr 2004, als er zum Schatzmeister von Sedgwick County gewählt wurde, dieses Amt übte er von 2005 bis 2011 aus. 2008 wurde er wieder gewählt. Parallel dazu war er Vizevorsitzender der Republikanischen Partei in Kansas.
2010 wurde Estes zum Finanzminister (State Treasurer) von Kansas gewählt, dem 2014 die Wiederwahl folgte, diesen Posten erfüllte er bis zum Antritt seiner Amtszeit im Kongress. Im Jahr 2016 unterstützte er zunächst Marco Rubio bei dessen Kandidatur für das US-Präsidentenamt, zählte jedoch im Herbst 2016 zu jenen Mitgliedern des Electoral College, die Donald Trump ihre Stimme gaben.
Als US-Präsident Trump Mike Pompeo zum Direktor der Central Intelligence Agency (CIA) ernannte, stellte sich Estes im 4. Wahlkreis Kongresswahlbezirk der Nachwahl zum Kongressabgeordneten und konnte dabei den Demokraten James Thompso  bei der Wahl am 11. April 2017 mit rund 52 Prozent der Stimmen hinter sich lassen. Er wurde am 25. April 2017 im US-Repräsentantenhaus vereidigt. Er konnte die Wahlen 2018 und 2020 ebenfalls gewinnen. Die Primary (Vorwahl) seiner Partei für die Wahlen 2022 am 2. August konnte er ohne Gegenkandidaten gewinnen. Er trat am 8. November 2022 gegen Bob Hernandez von der Demokratischen Partei, sowie den unabhängigen Kyle Jacobs an. Auch bei dieser Wahl konnte er sein Mandat mit 63,3 Prozent verteidigen. Bei der Kongresswahl 2024 hatten weder Ron Estes noch der Demokrat Esau Freeman Gegenkandidaten in den Vorwahlen im August. Estes gewann die Wahl im November mit 65 Prozent. Ron Estes aktuelle Legislaturperiode im 119. Kongress dauert noch bis zum 3. Januar 2027.

### Ausschüsse
Er ist aktuell Mitglied in folgenden Ausschüssen des Repräsentantenhauses:
- Committee on Ways and Means
  - Select Revenue Measures
  - Trade
- Joint Economic Committee